# Heptan
Heptan er en fællesbetegnelse for en alkan med 7 kulstofatomer.

## Isomerer
Der findes 9 isomerer af heptan:
- n-heptan CH3CH2CH2CH2CH2CH2CH3
- 2-methylhexan (isoheptan) CH3CH(CH3)CH2CH2CH2CH3
- 3-methylhexan CH3CH2CH(CH3)CH2CH2CH3
- 2,2-(di)methylpentan (neoheptan) CH3C(CH3)2CH2CH2CH3
- 2,3-(di)methylpentan CH3CH(CH3)CH(CH3)CH2CH3
- 2,4-(di)methylpentan CH3CH(CH3)CH2CH(CH3)CH3
- 3,3-(di)methylpentan CH3CH2C(CH3)2CH2CH3
- 3-ethylpentan CH3CH2CH(CH2CH3)CH2CH3
- 2,2,3-(tri)methylbutan CH3C(CH3)2CH(CH3)CH3

| Naturvidenskab | Spire Denne naturvidenskabsartikel er en spire som bør udbygges. Du er velkommen til at hjælpe Wikipedia ved at udvide den. |